# Марија Манакова
Марија Манакова (рус. Манакова, Мария Борисовна; Казањ, 1. марта 1974) српска је шахисткиња. Носи титулу велемајстора. 
Рођена је у Казању, живела је у Србији неколико година и играла за југословенску женску шаховску екипу. Манакова је била прва резерва на европском тимском шампионату у шаху у Батумију 1999, иако није одиграла ниједну игру. Следеће године се такмичила на светском првенству за жене, где је стигла до другог кола. Године 2013. освојила је женско првенство Србије.
Њен највиши рејтинг је 2.395, постигнут на Фида рејтинг листи из априла 2001. године.
Појавила се, у крзненом капуту, на насловној страни руског часописа Спед 2004. године, што је изазвало комешање у неким круговима, као што је лондонски Дејли телеграф.

## Лични живот
Рођена је у породици музичара. Шах је почела да игра када је имала четири године, а похађала је шаховску школу од 1979, где су 1930-их Хосе Раул Капабланка и Емануел Ласкер одржавали скуп седница у Москви. У шаховској школи, коју је водио тренер руске Совјетске Федеративне Социјалистичке Републике, била је једна од најмлађих, најталентованијих и, како се испоставило, у свету добро позната ученица.
Године 2002. дипломирала је на одељењу за новинарство руске академије за образовање.
Године 2009— 2013 била је у председавајућој женској комисији шаховске федерације у Москви. Приватно је држала часове шаха деци и била је једна од најплаћенијих стручњака у овој области. Од 2007. до данас предаје шах у једној од московских гимназија.
Године 2016. изабрана је за председницу женске комисије руске шаховске федерације.
Била је удата за српског велемајстора Мирослава Тошића, са којим има сина Борислава.